# Agatunet

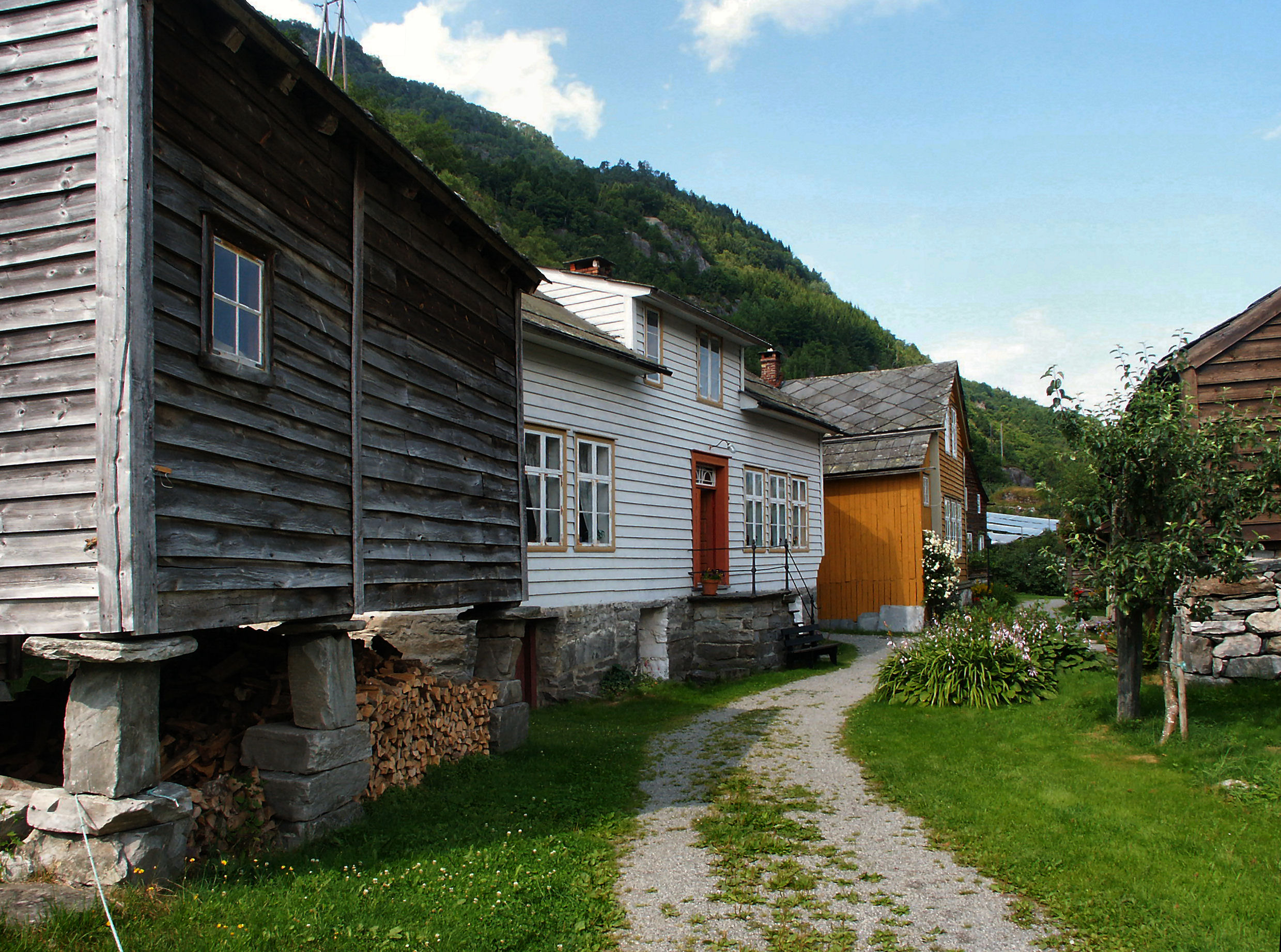
Agatunet

Agatunet som ligger i Ullensvang kommun i Hordaland fylke i Norge är ett friluftsmuseum med 30 fredade hus. Platsen ligger norr om Odda och söder om Utne på västsidan av Sørfjorden i inre Hardanger. Agatunet är ett typiskt exempel på vestlandsk klyngetun.

## Historia

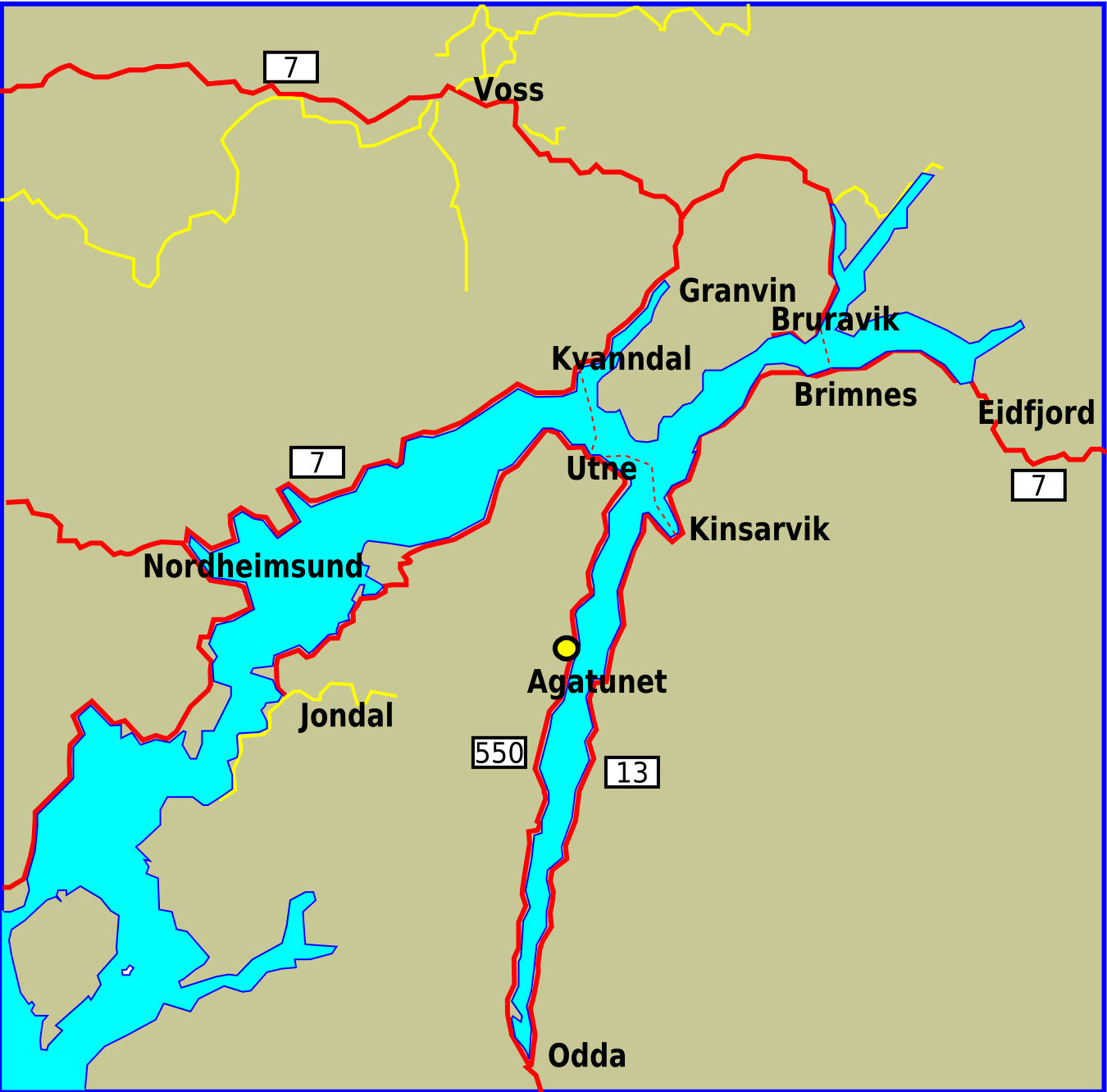
Agatunets placering vid Sørfjorden i Ullensvang kommun.

Agatunet var i äldre tider ett säte för den lokala hövdingen och flera stora gravhögar visar på en tidig bebyggelse. Gården var en av de största i Hardanger under medeltiden och har en nära koppling till flera vestländska adelsätter. 
Under slutet av 1200-talet var hela Agatunet en stormannagård. Senare delades gården upp mellan efterkommande. Fram till 1940 bodde det nio självägande bönder i Agatunet. Som mest var det 80 - 90 byggnader i tunet. 
Gården har tidigare varit indelad i Øvstatun och Nedstatun. Denna egendomsindelning går tillbaka till 1300-talet då Øvstatunet pantsattes till riddar Gaute Eiriksson av Greip Ivarsson av Melsætta. Dokument med anknytning till Agatunet är bland de äldsta norska skriftliga dokument i offentlig ägo. 
Gårdsnamnet nämndes för första gången i ett diplom från runt år 1220. Flera teorier om namnets betydelse har diskuterats, bland annat Sträcka sig fram (agge). Andra teorier är att Aga kommer av ordet age som betyder respekt. Men den troligaste teorin är att Aga pekar på en annan landskapsenhet än dagens tun.[källa behövs]
Den äldsta bevarande byggnaden är idag Lagmannsstova från runt år 1250 som är ett unikt timmerhus med höga källmurar. Den är byggd av timmer från Varaldsøy i Kvinnherad av lagman, riddare och riksrådet Sigurd Brynjolfsson, en av rådgivarna till kung Eirik Magnusson. Byggnaden är den äldsta medeltidsbyggnaden i Norge som står på sin ursprungliga plats. 
Storstova på Øvstatunet revs år 1811 och var enligt dåtida berättelser lika gammal och större än Lagmannsstova. 
Agatunet är också speciellt för att det är ett ursprungligt klyngetun, alltså att det inte finns några ditflyttade hus. Agatunet ligger precis intill det höga Tveitaberget som skyddar tunet mot jordskred.

## Framtiden
Guttorm Rogdaberg, som var ansvarig för Agatunet, utnämndes 2005 till statsstipendiat, bland annat för sitt arbete med bevarandet av Agatunet. 

## Galleri

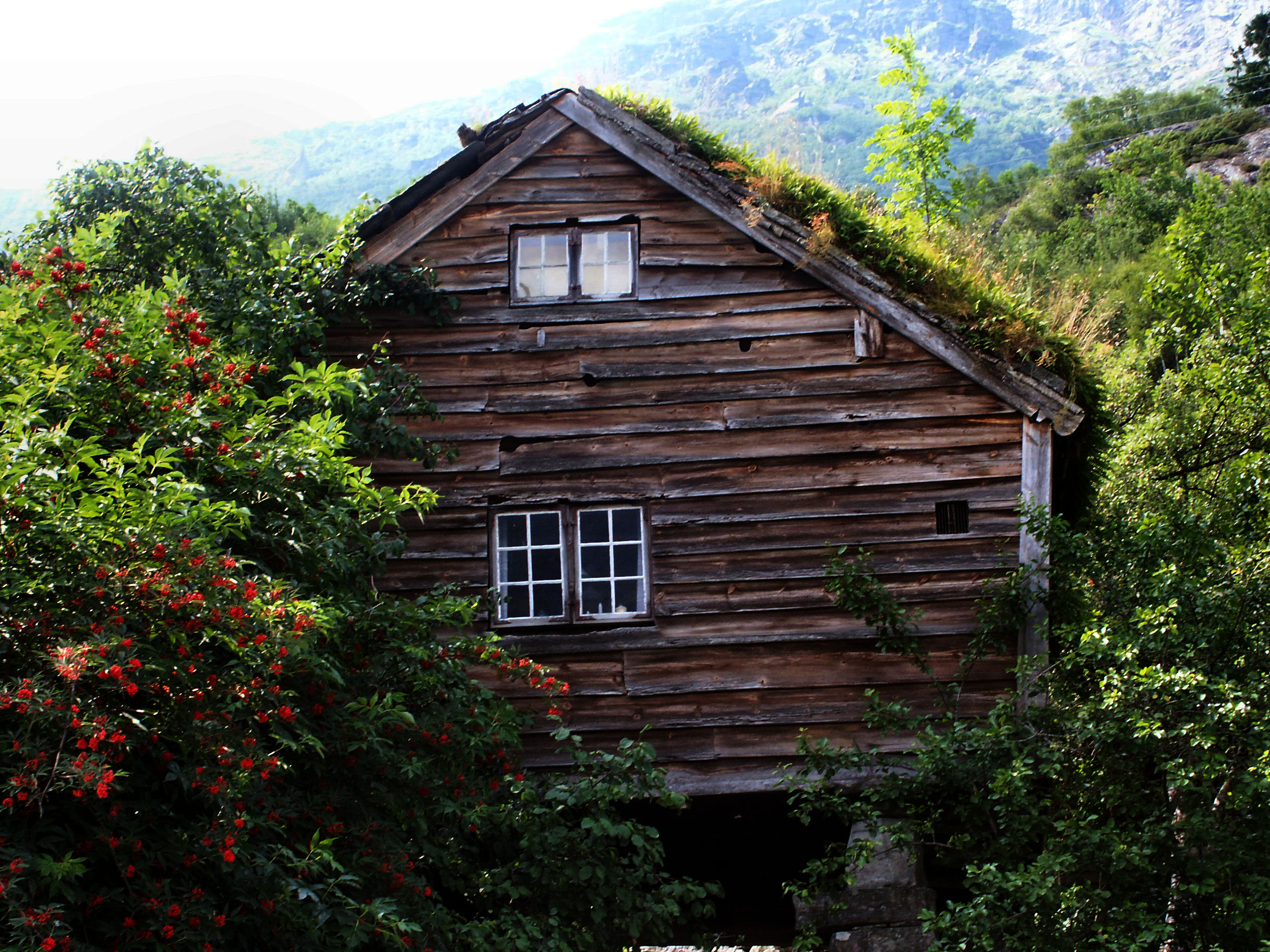
Agatunet.
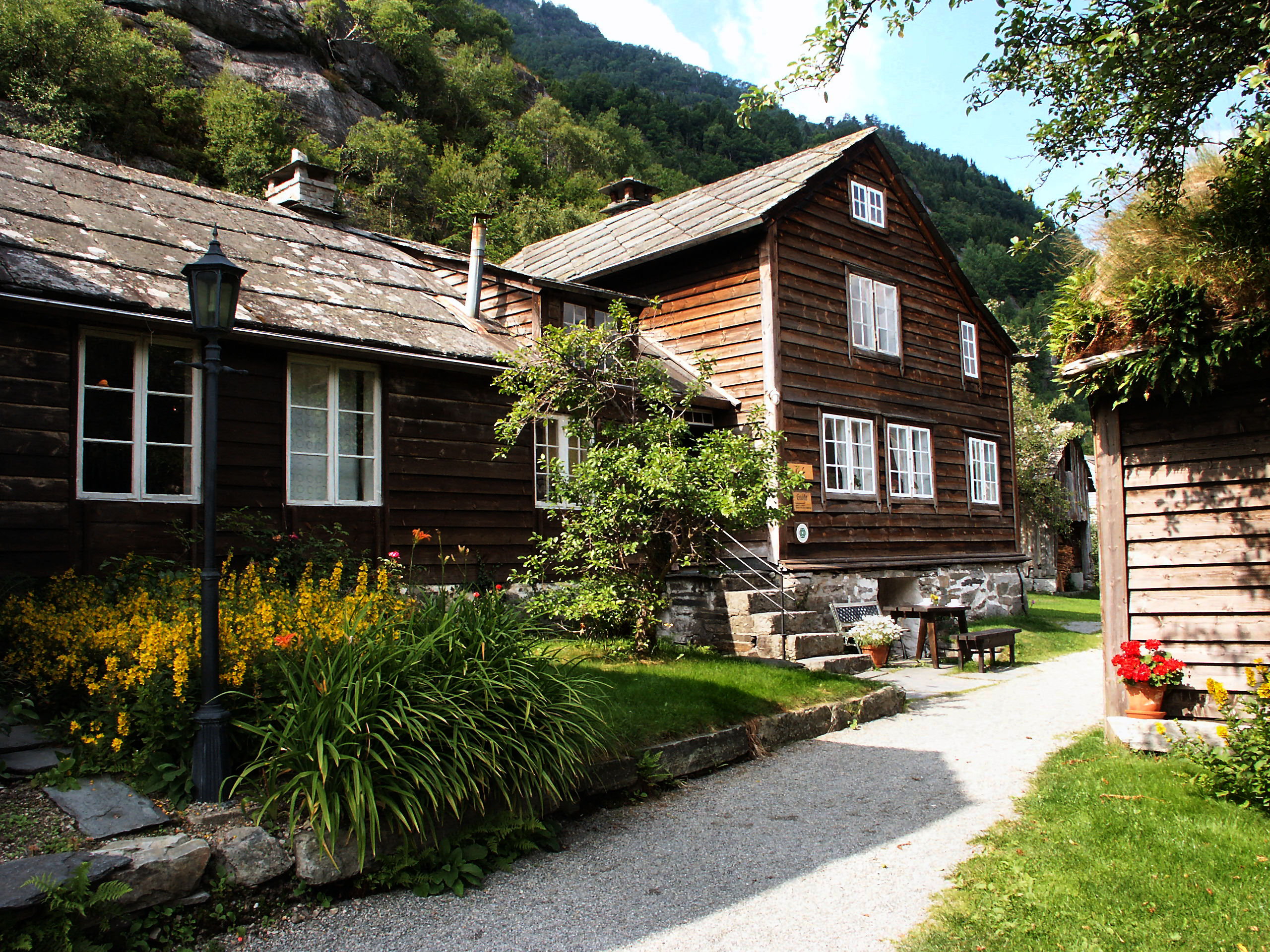
Agatunet.
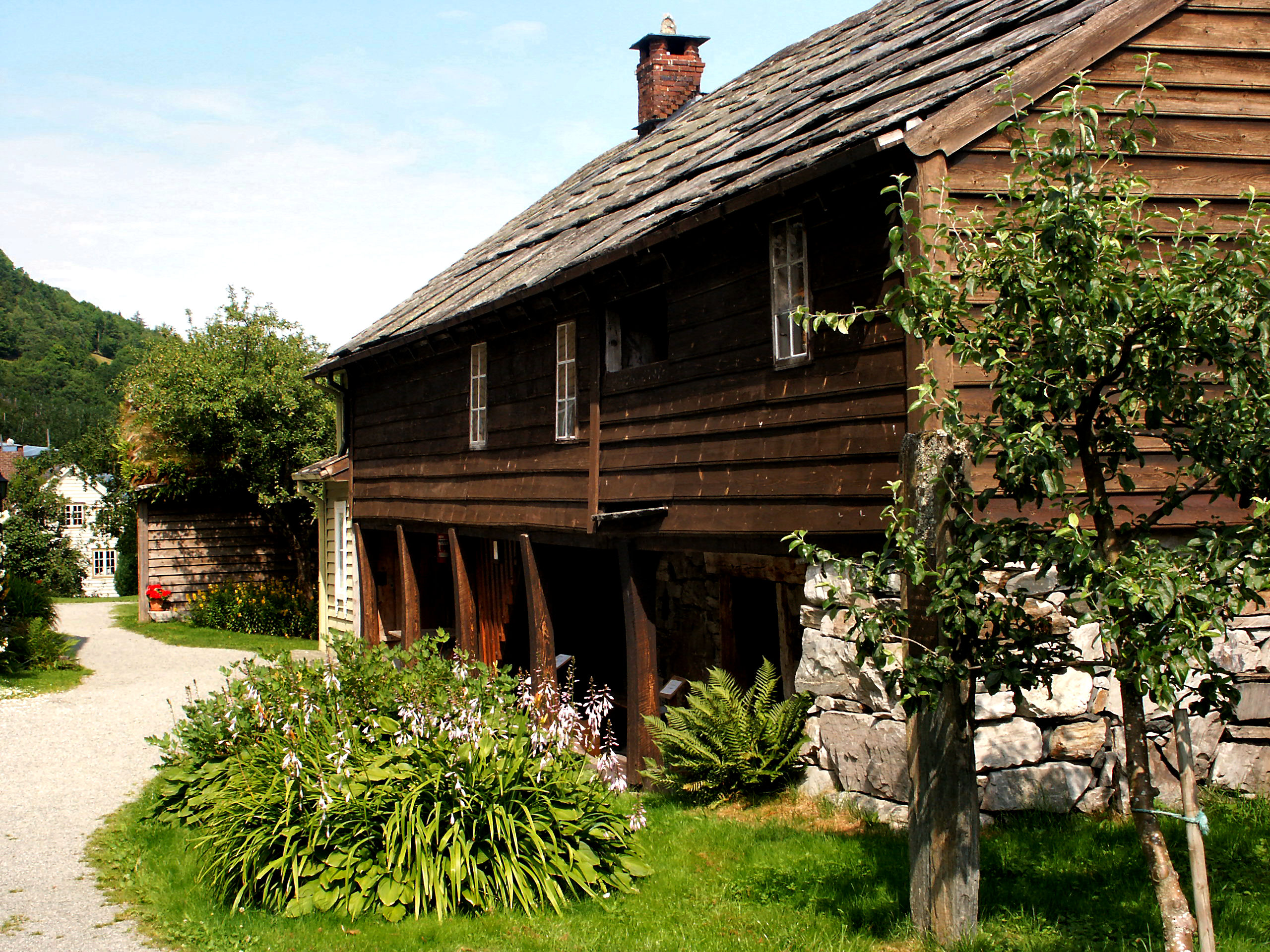
Lagmannsstova.
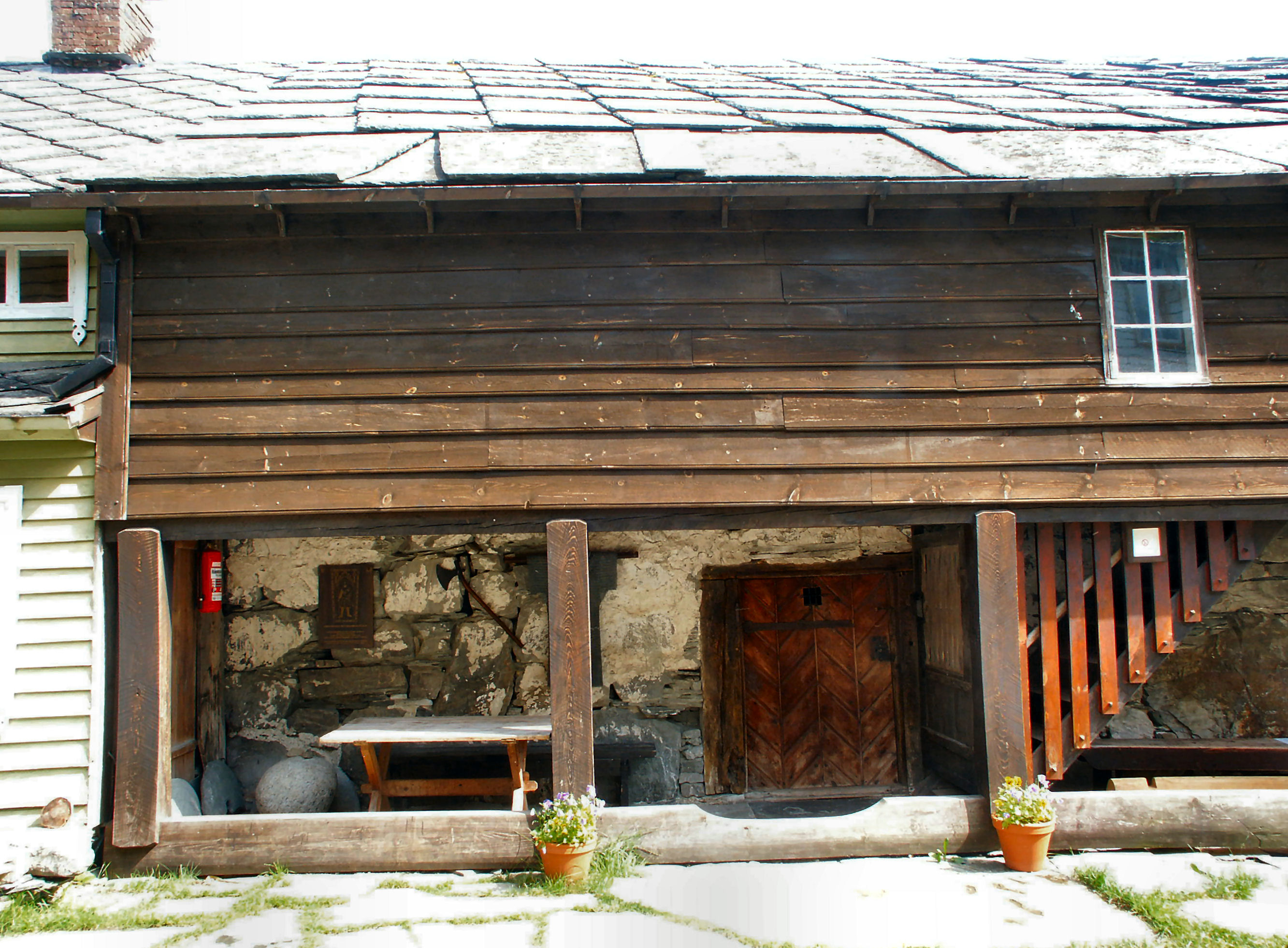
Lagmannsstova.
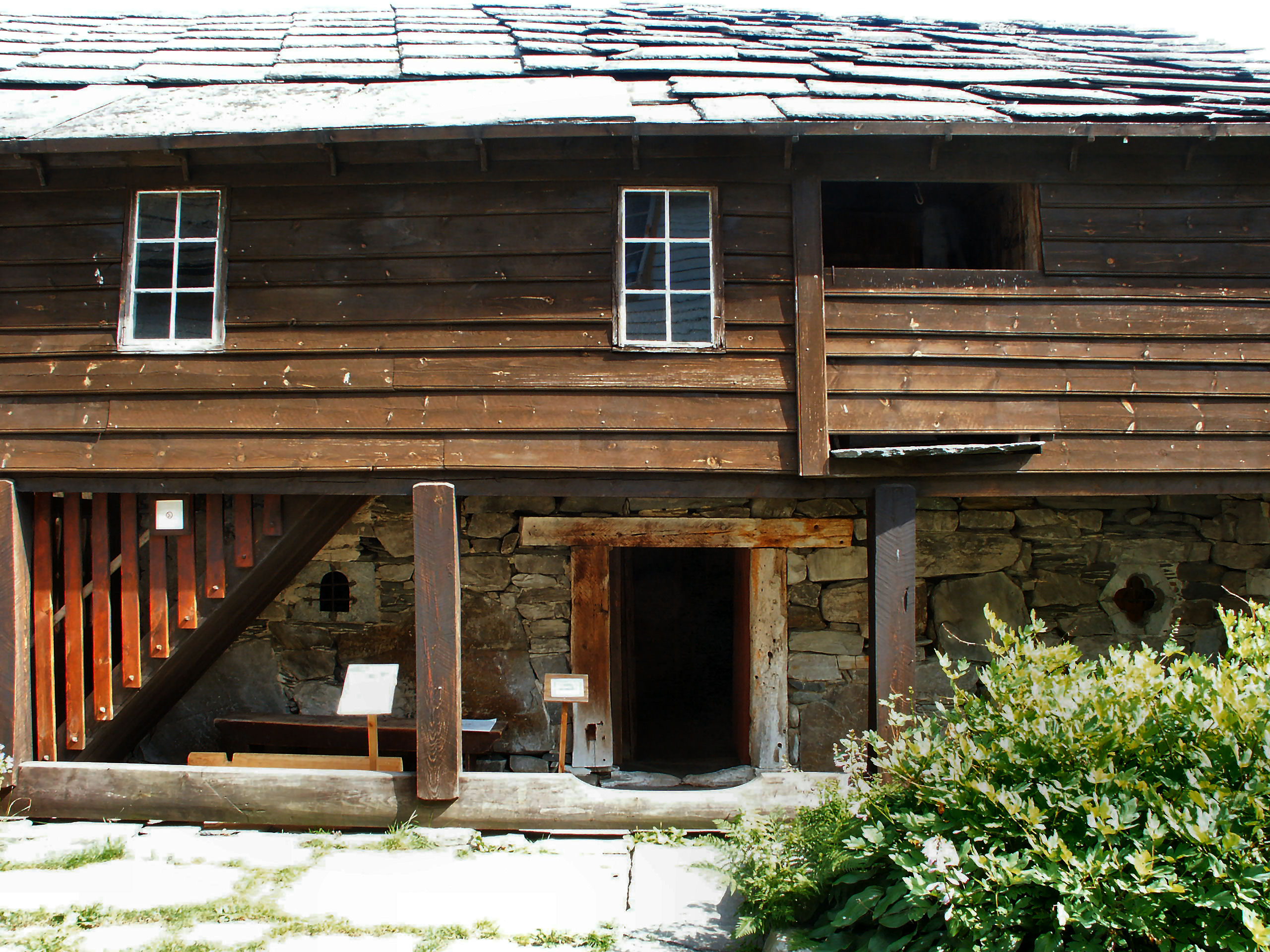
Lagmannsstova.
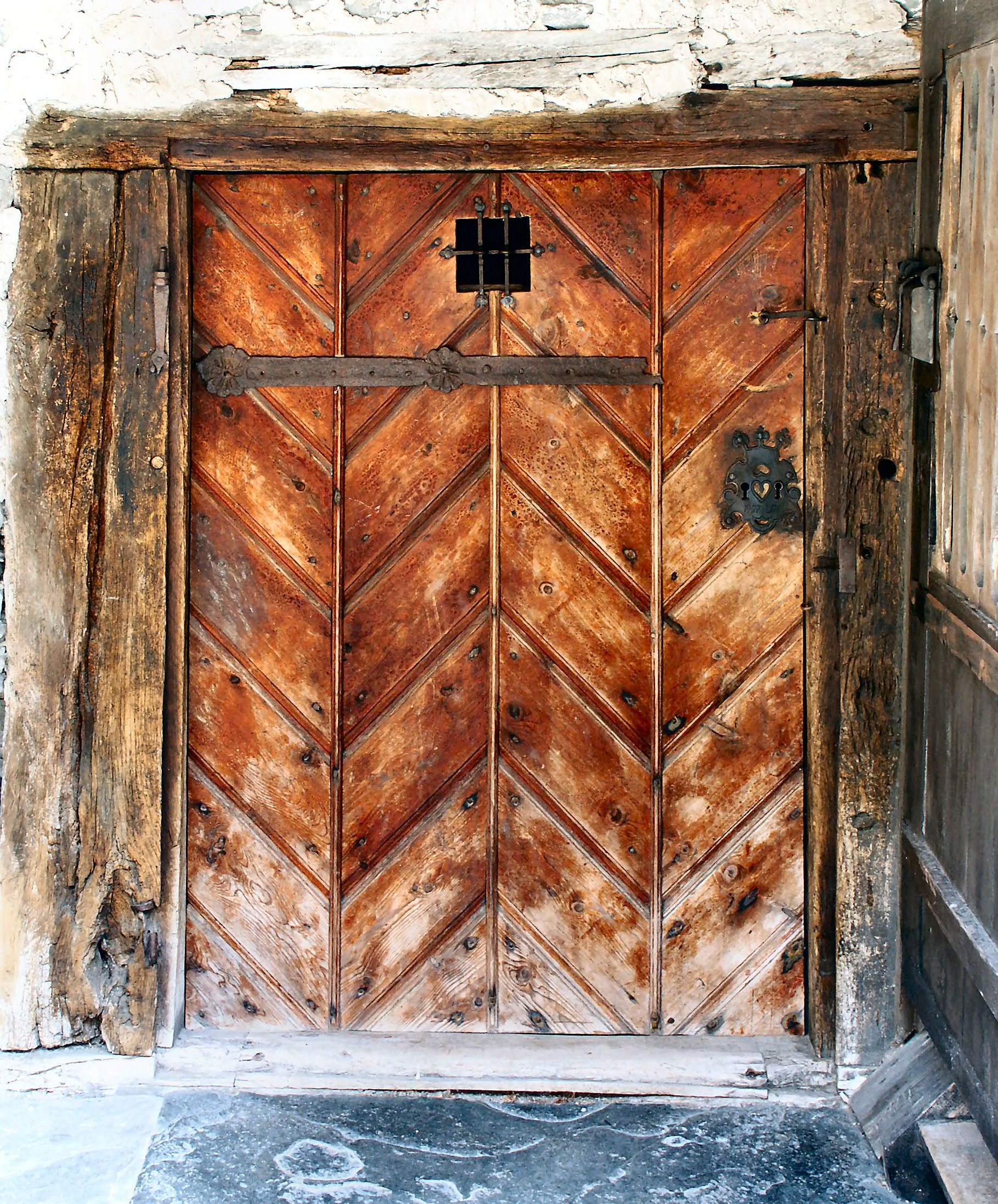
Lagmannsstova, arrestdør.
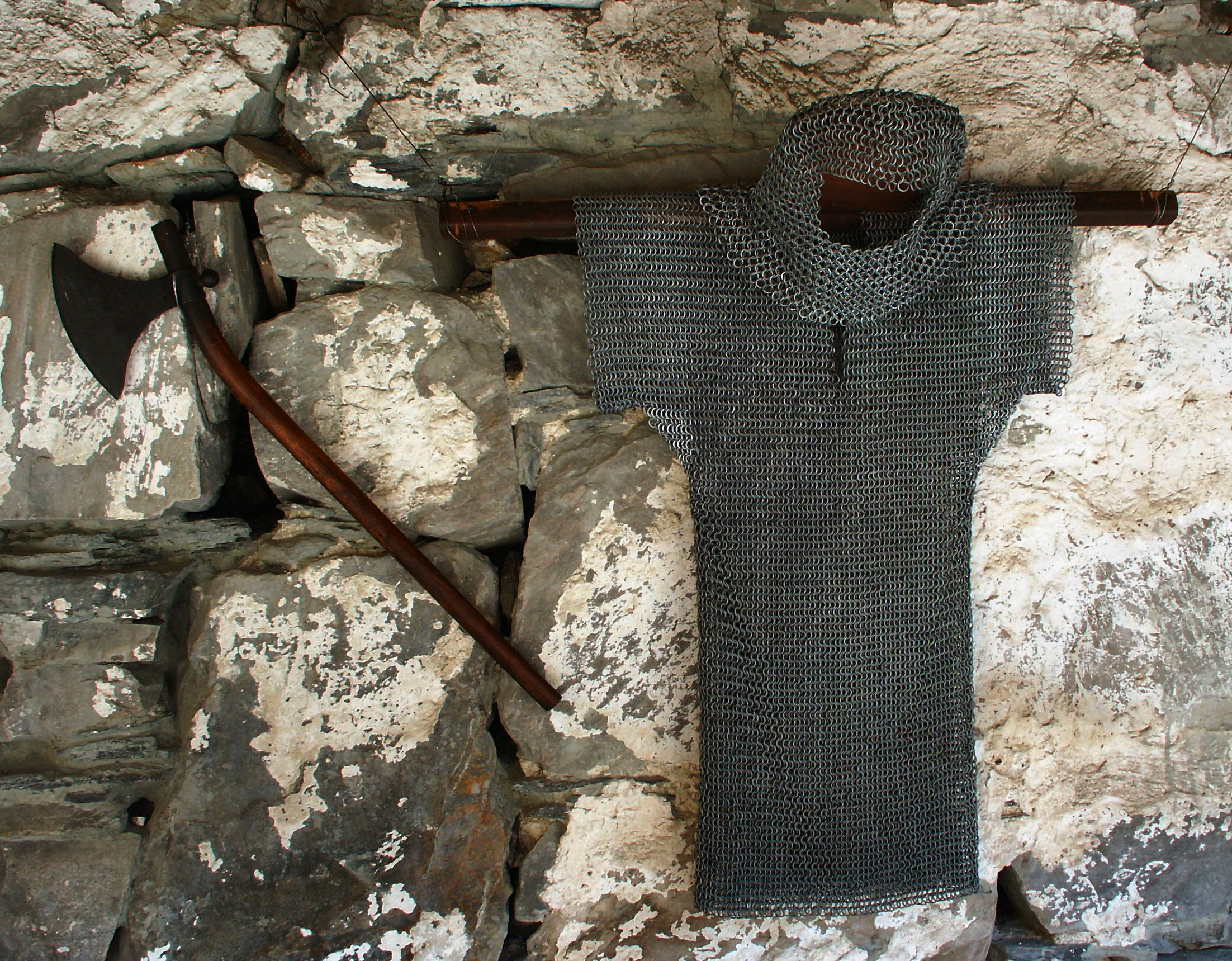
Lagmannsstova, yxa och brynja.